# 谷澤総合鑑定所
株式会社谷澤総合鑑定所 （たにざわそうごうかんていしょ）は、大阪府大阪市北区と東京都港区に本社（登記上の本店は大阪市北区）を置く、大手不動産鑑定業者である。通称は谷鑑（タニカン）。

## 概要
不動産鑑定業者として売上高は日本不動産研究所、大和不動産鑑定に次ぐ業界第3位である。不動産証券化の業界でも不動産鑑定評価のシェアは高く、J-REIT保有物件の鑑定評価は約19.4%のシェアを占める。

## 沿革
- 1967年2月 - 株式会社谷澤総合鑑定所を設立。
- 1969年7月 - 「株式会社ユニオンリサーチ」を設立。
- 1976年4月 - 東京支所を開設。
- 2001年6月 - ザイマックスと共同出資で「株式会社ティーマックス」を設立。
- 2006年8月 - ケン不動産投資顧問と共同出資で「株式会社日本ホテルアプレイザル」を設立。

## 事業所
- 大阪本社：大阪市北区中之島2-2-7 中之島セントラルタワー
- 東京本社：東京都港区赤坂1-11-44 赤坂インターシティ
- 東京本社　コンサルティング部：東京都港区虎ノ門1-16-17 虎ノ門センタービルディング
- 中部支社：名古屋市中区錦2-13-30 名古屋伏見ビル
- 東北支社：仙台市青葉区本町3-4-18 太陽生命仙台本町ビル
- 神戸支社：神戸市中央区磯上通7-1-8 三宮プラザ WEST
- 中国支社：広島市中区立町2-23 野村不動産広島ビル
- 九州支社：福岡市中央区天神2-8-38 協和ビル

## グループ企業
- 株式会社ユニオンリサーチ
- 株式会社ティーマックス
- 株式会社日本ホテルアプレイザル